# Eupithecia lecerfiata
Eupithecia lecerfiata là một loài bướm đêm trong họ Geometridae.